# Nordostrundingen

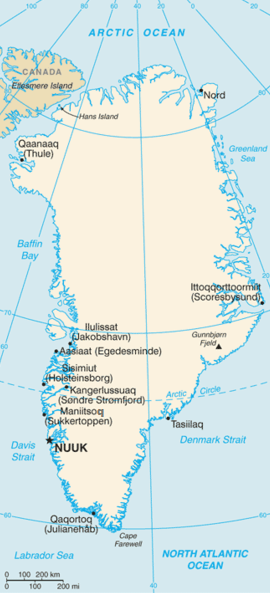
Lägeskarta, Nordostrundingen längst upp strax öster om Station Nord

Nordostrundingen (danska: Nordøstrundingen) är en udde i nordöstra Grönland. Udden är den östligaste punkten på Grönland och inom Nordamerika och en av Grönlands ytterpunkter.

## Historia
Området utforskades åren 1906-1908 av Danmark-Ekspeditionen under ledning av danske Ludvig Mylius-Erichsen som även namngav udden .
Området passerades även av den danska Hovedekspeditionen 1910 under ledning av Ejnar Mikkelsen i sökandet efter spår av Mylius-Erichsen och dennes observationsjournaler.

## Geografi
Udden ligger längst österut på Kronprins Christians Land på halvön Prinsesse Ingeborg Halvø vid Wandels hav vid Norra ishavet.
Nordostrundingen ligger i Tunu (regionen Östra Grönland) cirka 2 000 km norr om orten Ittoqqortoormiit och cirka 100 km öster om militärbasen Station Nord.
Förvaltningsmässigt är Nordostrundingen en del av det cirka 927 000 km² stora biosfärområdet Grönlands nationalpark och inte del i någon kommun.